# АНТ-44
АНТ-44 (МТБ-2 — Морской Тяжёлый Бомбардировщик) — советский тяжёлый морской бомбардировщик, разрабатывавшийся в 1930-е годы. Серийно не выпускался.
В декабре 1934 года Совет Труда и Обороны принимает решение о разработке тяжёлого гидросамолёта для нужд ВМФ. Он должен был выполнять роль тяжёлого бомбардировщика, дальнего разведчика и транспортного самолёта, предназначенного для перевозки 35-40 человек.
В тактико-технических требованиях, разработанных Управлением ВВС, указывалось, что самолёт должен быть предназначен для ведения боевых действий на всех морских территориях СССР и должен выполнять следующие задачи: бомбардировка баз и боевых судов противника, дальняя и ночная разведка в открытом море и на побережье противника, транспортировка людей и боеприпасов, самолёт должен базироваться и работать с необорудованных гидроаэродромов, самолёт должен совершать полёты в любое время дня и ночи вне зависимости от погодных условий, самолёт ведет воздушный бой с использования собственного вооружения, должен осуществлять посадку в открытом море и иметь максимальную непотопляемость в случае повреждения днища.
Требования к лётным и боевым характеристикам были следующие: максимальная скорость на высоте 4000 м — 300 км/ч, посадочная скорость — 90-100 км/ч, потолок — 7000-7500 м, дальность с одной тонной бомб — 1300—1350 км, максимальная дальность — 1600—1800 км, экипаж — 6 человек, осуществлять взлёт и посадку при волне высотой 1-1,5 м и скоростью ветра 7-10 м/с, конструкция цельнометаллическая с антикоррозионным покрытием, вооружение пулемёты и пушка.
Первый сухопутный полёт прошёл 19 апреля 1937 года, а с воды Химкинского водохранилища — 1 ноября 1937 года. За это время самолёт совершил 43 посадки на сухопутном шасси и 10 посадок на воду. Затем самолёт переправили в Севастополь для продолжения заводских и военных испытаний. В феврале 1939 года первый самолёт был повреждён и затонул. До момента аварии первый опытный МТБ-2 налетал более 216 часов и совершил 194 посадки. Испытания показали, что мощные гидросамолёты необходимы для вооружения советской морской авиации. Второй самолёт МТБ-2Д был построен в июне 1938 года. После прохождения дополнительных испытаний военного оборудования самолёт был принят на вооружение Морской авиации в качестве тяжёлого бомбардировщика и дальнего разведчика. Несмотря на положительные отзывы, вопрос о серийном производстве затягивался в связи с отсутствием подходящей производственной базы. В январе 1940 года по решению СНК СССР все работы по самолёту были прекращены.
Самолёт МТБ-2Д участвовал в боевых действиях в Великой Отечественной войне, всего было совершено 80 боевых вылетов. Были выполнены бомбардировки немецких аэродромов и вражеских войск в районе Одессы. В октябре 1941 г. МТБ-2Д успешно атаковал Бухарест. После падения Севастополя самолёт перевели в Геленджик. Однако 8 августа 1942 года при взлёте в Геленджикской бухте из-за ошибки пилота машина не смогла набрать достаточную высоту и разбилась. В катастрофе уцелел лишь один пилот, остальные шесть членов экипажа погибли. Версия о потере самолёта в результате атаки немецкого истребителя, имеющая некоторое распространение в литературе, не верна.

## Конструкция
Гидросамолёт тяжёлого типа — цельнометаллическая лодка, которая имела крыло с изгибом, за счёт которого его называли «крыло чайки».
Корпус самолёта представлял собой лодку с широкой площадью днища, которое имело дополнительные обводы. Силовая установка — четыре двигателя М-85 мощностью по 950 л. с. Двигатели были закреплены на передней кромке крыла. Вооружение — два пулемёта и две автоматические пушки. Общая масса бомб до 2000 кг. Первоначально самолёт имел возможность посадки на сушу, но в дальнейшем колёса были демонтированы, что сделало самолёт летающей лодкой. Экипаж 6-7 человек.

## Лётно-технические характеристики
Технические характеристики
- Экипаж: 6-7 чел.
- Длина: 21,94 м
- Размах крыла: 36,45 м
- Высота: 7,88 м
- Площадь крыла: 146,70 м²
- Масса пустого: 12000 кг
- Нормальная взлётная масса: 19000 кг
- Максимальная взлётная масса: 21000 кг
- Силовая установка: 4 × ПД М-87А
- Мощность двигателей: 4 × 950 л. с.

Лётные характеристики
- Максимальная скорость:  
  - На уровне моря: 365 км/ч
  - В воздухе: 351 км/ч
- Крейсерская скорость: 320 км/ч
- Практическая дальность: 2500 км
- Перегоночная дальность: 4500 км
- Практический потолок: 7100 м
- Скороподъёмность: 230 м/мин

Вооружение
- 2 × 20-мм пушки ШВАК
- 2 × 7,62-мм пулемёта ШКАС